# Бояринаши
Бояринаши — сословие в Молдавском княжестве, позднее в Бессарабской области и Бессарабской губернии в составе Российской империи.
По присоединении Бессарабии к России, бояринашам было запрещено иметь крепостных крестьян и дворовых людей русского происхождения и приобретать вновь крепостных цыган. Законом 10 марта 1847 года бояринаши были переименованы в личных дворян, и сыновьям бояринашей предоставлено было поступать на государственную службу на правах детей личных дворян; если же кто из них до 22-летнего возраста на службу не определялся, тот обращался в мазыльское звание.